# Gádor Ongil
María Gádor Ongil Cores (Madrid, 26 de marzo de 1956) es una política española del Partido Popular (PP), diputada de la iv, v, vi, vii, viii, ix, x legislaturas de la Asamblea de Madrid. También desempeñó el cargo de consejera de Familia y Asuntos Sociales de la Comunidad de Madrid entre 2007 y 2008 durante la presidencia del gobierno autonómico por parte de Esperanza Aguirre.

## Biografía
Nacida en Madrid el 26 de marzo de 1956, es técnica informática de profesión.
En 1981 ejerció de secretaria personal del entonces presidente del Gobierno Adolfo Suárez.
Elegida diputada de la iv legislatura Asamblea de Madrid en las elecciones autonómicas de 1995, compaginó el asiento en el parlamento regional con el cargo de concejal del Ayuntamiento de Torrelodones en la corporación 1995-1999. Fue reelegida diputada autonómica en las comicios de 1999, mayo de 2003, octubre de 2003, 2007, 2011 y 2015.

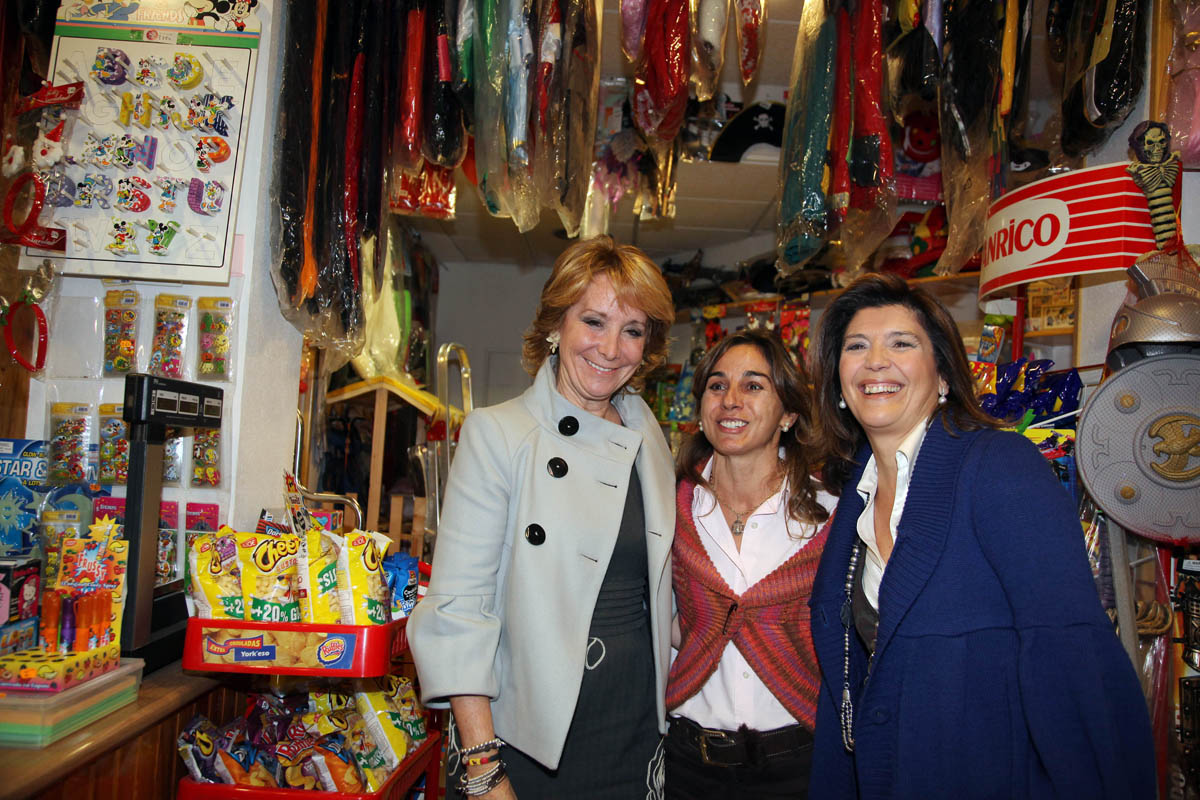
Fotografiada junto a Esperanza Aguirre en 2009

Considerada cercana a los Legionarios de Cristo, fue portavoz en la comisión de Educación de la Asamblea en su v legislatura.
En junio de 2007 se convirtió en consejera de Familia y Asuntos Sociales de la Comunidad de Madrid, dentro del segundo ejecutivo regional de Esperanza Aguirre. Cesó un año más tarde, y fue reemplazada por Engracia Hidalgo. Ese mismo año Esperanza Aguirre nombró a Ongil vicesecretaria general del PP en la Comunidad de Madrid, número 3 en dicha organización regional del PP.
Fue senadora entre 2011 y 2015, designada para la ix y x legislaturas de las Cortes Generales por la Asamblea de Madrid.
En 2019, en el contexto de la instrucción de la macrocausa del caso Púnica, Ongil fue imputada por la Audiencia Nacional por presuntos delitos en la financiación del PP.